# Yoga du rire

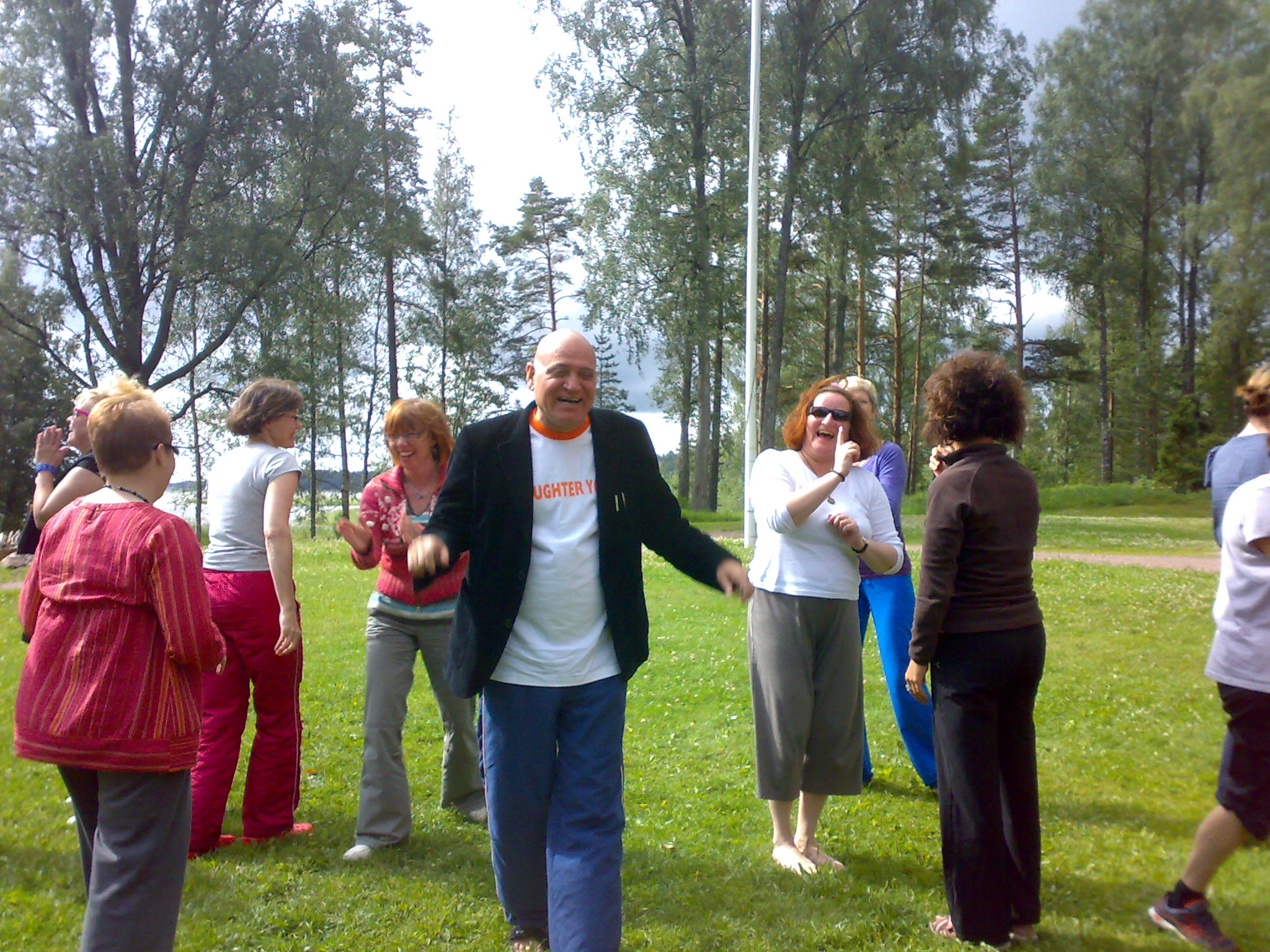
Le docteur Madan Kataria animant un stage de yoga du rire en Finlande (2009).

Le yoga du rire (« Hasyayoga » en sanskrit) est une méthode thérapeutique contemporaine développée par le médecin généraliste indien Madan Kataria et sa femme Madhuri, professeure de yoga, qui a modernisé et simplifié le travail des pionniers du rire qui ont enseigné des concepts très similaires à partir des années 1960 comme Norman Cousins (en), Patch Adams, Annette Goodheart, Lee S. Berk, ou Henri Rubinstein en France. Madan Kataria a écrit sur son expérience dans son livre de 2002, Laugh For No Reason.
Le yoga du rire est présent dans de nombreux pays à travers le monde. Il existe des milliers de clubs de yoga du rire dans le monde.

## Méthode

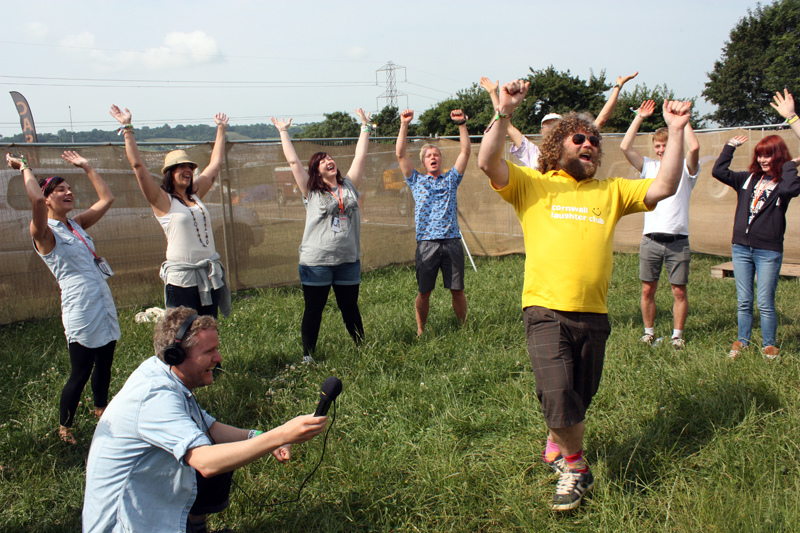
Un séance de yoga du rire au Royaume-Uni (2013).

Le rire est initié comme un exercice, pratiqué en groupe. Il devient rapidement naturel et contagieux. Les personnes rient intentionnellement – sans avoir recours à l'humour, aux blagues ou à la comédie. Ceci augmenterait l'apport d'oxygène au corps et au cerveau et permettrait à la personne de se sentir plus énergique et en meilleure santé.[réf. nécessaire]
Selon ses créateurs, le yoga du rire repose sur la thèse : « l'action entraîne l'émotion » et l'idée qu'il pourrait augmenter la production d'endorphine dans le cerveau, qualifiée d'« hormone de bonheur ».[réf. nécessaire]
Tout le concept du yoga du rire est basé sur l'idée selon laquelle le corps ne ferait pas la différence entre un rire spontané et un rire provoqué – à la condition qu'il soit fait avec énergie et intention. La personne en retirerait ainsi les mêmes bienfaits physiologiques et psychologiques.[réf. nécessaire]

## Études d'efficacité
Une méta-analyse de publications sur le sujet, publiée en 2018, conclut que les interventions de groupe basées sur le yoga du rire ont amélioré les symptômes de la dépression à court terme, mais il existe des  preuves de bonne qualité permettant d'affirmer que le yoga du rire est plus efficace que d'autres interventions de groupe.
Une autre méta-analyse, publiée en 2020, conclut que le yoga du rire n'a pas d'effet négatif et pourrait avoir des avantages pour les personnes âgées en termes de fonction physique (pression artérielle, niveau de cortisol, qualité du sommeil) et de santé psychosociale (satisfaction de la vie, qualité de vie, solitude, anxiété de mort, dépression, humeur...). Sept publications ont été incluses dans cette méta-analyse, sélectionnées sur une base de 3210 études publiées.

## Historique
Le premier « club de rire » aurait officiellement vu le jour en Inde, à Bombay le 13 mars 1995. Il a débuté avec un petit groupe de cinq personnes dans un parc public, mais le concept s'est rapidement répandu à travers le monde et des milliers de clubs de rire sont aujourd'hui recensés.
En 1998 a lieu la première journée mondiale du rire.
À partir d'octobre 2024, deux associations françaises animent « l'Appel du rire », un numéro de téléphone non surtaxé qui permet de rire pendant quelques minutes avec un bénévole,,,.

### Documentaire
- 2001 : The Laughing Club of India, documentaire de Mira Nair sur le club du rire fondé par Madan Kataria.